# 世田谷区立松沢中学校
世田谷区立松沢中学校（せたがやくりつ まつざわちゅうがっこう）は、東京都世田谷区桜上水にある公立（区立）中学校。

## 概要
1947年（昭和22年）4月1日に世田谷区長によって設置され、同年、5月3日に開校した。

## 著名な卒業生
- 浜野純（ロックミュージシャン、ギタリスト）
- 西垣通（情報学者、東京大学名誉教授）
- 坪内祐三（評論家、エッセイスト）
- 福田克彦（映画監督）
- 西巻茅子（絵本作家、画家）
- 観月ありさ（女優）
- 林健樹（俳優）
- 小野賢章（声優、俳優）
- 岡田紗佳（プロ雀士、グラビアアイドル）
- 佐倉綾音（声優）
- 岡村大八（プロサッカー選手）
- 上福元勤（プロ野球選手）